# والدي (قصة قصيرة)
والدي (بالإنجليزية: My Old Man)‏ قصة قصيرة من تأليف الكاتب الأمريكي إرنست همنغواي. كتب همنغواي القصة في 1922، ونُشِرت للمرة الأولى في عام 1923 ضمن مجموعته القصصية «ثلاث قصص وعشر قصائد» في باريس، وكانت إحدى الأعمال التي بقيت بعد أن سُرِقت حقيبة زوجته وبها معظم قصصه، ثُمَّ أُعِيد نشر القصة في نيويورك مُضمَّنة في مجموعته القصصية الأخرى «في وقتنا». القصة لها مكانة مميَّزة بين أعمال همنغواي، وذلك بسبب أسلوب سردها الغريب، ودائماً ما يتمُّ انتقائها ضمن المختارات الأدبيَّة من أعماله، إلا أنَّها لم تلق اهتماماً كبيراً من قبل النُّقاد، ويُنظر إليها كعمل غير احترافي صاحب فترة تدرُّب همنغواي قبل تمكُّنه، ويرى الناقد توماس سترتشاز أنَّ هذه القصة الأسوأ في المجموعة «في وقتنا».
الشخصيتان الرئيسيتان في القصة هما الصبي «جو» وأبوه «باتلر»، يعمل والد جو فارساً في سباقات الخيول، وتبدأ القصة وهما في إيطاليا، حيث يسابق والده في حلبات مدينتي ميلان وتورينو. وفي يومٍ ما يصادف جو والده وهو يخوض جدالاً حاداً مع رجلين أحدهما اسمه «هولبروك»، بعدها يتوجَّه الأب إلى ابنه ويقول: «يجب عليك أن تتحمَّل كثيراً في هذ العالم يا جو». لاحقاً ينتقل باتلر ومعه ابنه جو إلى ميزون لافيت في شمال غرب باريس. لسببٍ غامض لا يستطيع جو تكهُّنه نادراً ما يُسابِق والده في فرنسا، ولكنه يُكثِر من زيارة حلبات سباق الخيول مع ابنه. وفي إحدى رحلاته مع والده يُعجب جو بحصان اسمه «كزار»، رغب بشدَّة بدافع الحماس أن يفوز في السباق، ولكنَّه يفشل بفارق بسيط لحصانٍ آخر راهن عليه أبوه. كسب والده كثير من الأموال جراء رهانه السابق، وبهذه الأموال اشترى حصاناً جديداً اسمه «جيلفريد»، وعاد مجدداً إلى حلبات السباق. دخل باتلر في سباق حواجز في مدينة باريس، وفي اللحظات الأخيرة للسباق يفشل حصانه في تنفيذ القفزة الأخيرة، وينقلب الحصان على باتلر مُسبِّباً وفاته أمام مرأى جو. يبكي جو وهو يشاهد جثة والده، ويأخذه جاردنر، وهو المسؤول عن الرهانات، بعيداً عن الحلبة. وبينما يغادران يسمع جو رجلاً يتحدَّث إلى آخرٍ ويقول: «حسناً، لقد نال باتلر ما يستحقُّه»، يتظاهر جاردنر أنه لم يسمع حديث الرجلين، ثُمَّ يلقي نظرة خاطفة على جو ليعرف إذا ما سمعهما، وبعد التأكُّد يقول: «لا تكترث لما قاله هذان الصعلوكان يا جو، لقد كان والدك رجال رائعا». لكنَّ جو لا يقتنع، وتنتهي القصة وهو يقول: «يبدو أنه عندما تبدأ الألسنة بالثرثرة، فهي لا تترك لإمرئ ستراً إلا هتكته».